# Sotk

S
Sotk – wieś w Armenii, w prowincji Gegharkunik. W 2011 roku liczyła 824 mieszkańców.